# Projet de nouvelle Constitution de la république de Bulgarie à partir de 2020
Le projet pour une nouvelle constitution de la république parlementaire de Bulgarie est le travail du Premier ministre Boïko Borissov en août 2020. Il se concrétise le 2 septembre 2020 lors des manifestations en Bulgarie.
D'après les motifs du projet, il est clair que les conditions historiques et le temps exigeant la conclusion d'un nouveau contrat social. Les raisons en sont la protection de l'identité et de la souveraineté nationales et la catastrophe démographique lors de l'application de la Constitution bulgare du 13 juillet 1991 - depuis 35 ans, la population de la Bulgarie a diminué de 2 millions ou de 9 millions en 1985 à 7 millions en 2020.
Le projet a fait l'objet de critiques et de révisions très sérieuses, mais l'initiative constitutionnelle est importante pour le gouvernement et ils déclarent ne pas s'en tenir à leur projet. La critique est en principe dans deux directions – c'est un système judiciaire qui corrompt et autosuffine la nécessité de fournir 10 % de confiance aux citoyens et l'absence de changement de forme de gouvernement dans un régime présidentiel. Le président de la république de Bulgarie est élu directement par le peuple et n'a même pas droit à une initiative législative.
Un détail intéressant est que tous les manifestants s'opposent à l'initiative, prononçant le statu quo, et les révérences se limitent à changer le parti au pouvoir et aux poursuites générales, et non à changer le système politique et judiciaire. Le rétablissement de la fonction judiciaire du Bureau national d'audit de Bulgarie est soigneusement évité.